# Croton comatus
Espèce
Classification APG III (2009)
Croton comatus est une espèce de plantes à fleurs du genre Croton et de la famille des Euphorbiaceae, présente au Brésil (Rio de Janeiro).

## Synonyme
- Oxydectes comata (Vell.) Kuntze